# 1956. évi téli olimpiai játékok
Az 1956. évi téli olimpiai játékok, hivatalos nevén a VII. téli olimpiai játékok egy több sportot magába foglaló nemzetközi sportesemény volt, melyet 1956. január 26. és február 5. között rendeztek meg az olaszországi Cortina d’Ampezzóban.

## A pályázat
| 1956. évi téli olimpiai játékok pályázási folyamata | 1956. évi téli olimpiai játékok pályázási folyamata | 1956. évi téli olimpiai játékok pályázási folyamata |
| Város                                               | Nemzet                                              | 1. forduló                                          |
| --------------------------------------------------- | --------------------------------------------------- | --------------------------------------------------- |
| Cortina d’Ampezzo                                   | Olaszország                                         | 31                                                  |
| Montréal                                            | Kanada                                              | 7                                                   |
| Colorado Springs                                    | USA                                                 | 2                                                   |
| Lake Placid                                         | USA                                                 | 1                                                   |

## Fontosabb események
- Sífutásban a férfi a 30 km-es, a nőknél a 3 × 5 km-es számokkal bővült a program.
- Mindhárom alpesisí-versenyszámban Anton Sailer osztrák versenyző végzett az első helyen.
- A gyorskorcsolya négy számából háromban nyertek az először induló szovjet versenyzők.
- Jégkorongban a Szovjetunió lett az első, az Egyesült Államok a második, Kanada pedig csak a harmadik.
- Műkorcsolyában a párosoknál Nagy Marianna–Nagy László ismét harmadik helyen végzett.
- Legeredményesebb nemzet a Szovjetunió lett, 6 bajnoki címmel és 16 éremmel.

## Versenyszámok
| Sportág / Szakág  | Versenyszámok száma | Versenyszámok száma | Versenyszámok száma | Versenyszámok száma |
| Sportág / Szakág  | Férfi               | Női                 | Vegyes              | Összes              |
| ----------------- | ------------------- | ------------------- | ------------------- | ------------------- |
| Alpesisí          | 3                   | 3                   | 0                   | 6                   |
| Bob               | 2                   | 0                   | 0                   | 2                   |
| Északi összetett  | 1                   | 0                   | 0                   | 1                   |
| Gyorskorcsolyázás | 4                   | 0                   | 0                   | 4                   |
| Jégkorong         | 1                   | 0                   | 0                   | 1                   |
| Műkorcsolya       | 1                   | 1                   | 1                   | 3                   |
| Sífutás           | 4                   | 2                   | 0                   | 6                   |
| Síugrás           | 1                   | 0                   | 0                   | 1                   |
| Összesen          | 17                  | 6                   | 1                   | 24                  |

## Menetrend
| ● | Megnyitó ünnepség | ● | Versenynap | ● | Döntő(k) | ● | Záró ünnepség |

| Jan./Febr.          | 26 | 27 | 28 | 29 | 30 | 31 | 1  | 2  | 3  | 4  | 5  | Összesen |
| ------------------- | -- | -- | -- | -- | -- | -- | -- | -- | -- | -- | -- | -------- |
| Ünnepségek          | ●  |    |    |    |    |    |    |    |    |    | ●  |          |
| Alpesisí            |    | 1  |    | 1  | 1  | 1  | 1  |    | 1  |    |    | 6        |
| Bob                 |    |    | 1  |    |    |    |    |    |    | 1  |    | 2        |
| Északi összetett    |    |    |    |    |    | 1  |    |    |    |    |    | 1        |
| Gyorskorcsolya      |    |    | 1  | 1  | 1  | 1  |    |    |    |    |    | 4        |
| Jégkorong           |    |    |    |    |    |    |    |    |    | 1  |    | 1        |
| Műkorcsolya         |    |    |    |    |    | 1  | 1  |    | 1  |    |    | 3        |
| Sífutás             |    | 1  | 1  |    | 1  |    | 1  | 1  |    | 1  |    | 6        |
| Síugrás             |    |    |    |    |    |    |    |    |    |    | 1  | 1        |
| Összes aznapi döntő | 0  | 2  | 3  | 2  | 3  | 4  | 3  | 1  | 2  | 3  | 1  | 24       |
| Összesítés          | 0  | 2  | 5  | 7  | 10 | 14 | 17 | 18 | 20 | 23 | 24 |          |
| Jan./Febr.          | 26 | 27 | 28 | 29 | 30 | 31 | 1  | 2  | 3  | 4  | 5  | Összesen |

## Részt vevő nemzetek
Összesen 32 nemzet küldött sportolókat Cortina d'Ampezzóba, ebből Bolívia, Irán és a Szovjetunió első alkalommal vettek részt a téli sportünnepen  (vastagítással kiemeltek). Dél-Korea, Liechtenstein és Törökország visszatért, miután kimaradt neki az 1952-es téli olimpia. Az akkor részt vevő Argentína, Dánia, Portugália és Új-Zéland viszont nem indított versenyzőket ezen a játékokon. A Német Szövetségi Köztársaság és a Német Demokratikus Köztársaság egy olyan egyezséget kötött, hogy közös csapattal vesznek részt, mint Egyesült Német Csapat, amelyet a következő két olimpián is megismételtek.
- Ausztrália (AUS) (8 – 7 férfi, 1 nő)
- Ausztria (AUT) (60 – 50 férfi, 10 nő)
- Belgium (BEL) (4 – 4 férfi)
- Bolívia (BOL) (1 – 1 férfi)
- Bulgária (BUL) (7 – 6 férfi, 1 nő)
- Chile (CHI) (3 – 3 férfi)
- Csehszlovákia (TCH) (41 – 35 férfi, 6 nő)
- Dél-Korea (KOR) (4 – 4 férfi)
- Egyesült Államok (USA) (67 – 57 férfi, 10 nő)
- Finnország (FIN) (31 – 27 férfi, 4 nő)
- Franciaország (FRA) (32 – 25 férfi, 7 nő)
- Görögország (GRE) (3 – 3 férfi)
- Hollandia (NED) (8 – 6 férfi, 2 nő)
- Irán (IRI) (3 – 3 férfi)
- Izland (ISL) (7 – 6 férfi, 1 nő)
- Japán (JPN) (10 – 10 férfi)
- Jugoszlávia (YUG) (17 – 12 férfi, 5 nő)
- Kanada (CAN) (35 – 27 férfi, 8 nő)
- Lengyelország (POL) (51 – 44 férfi, 7 nő)
- Libanon (LIB) (3 – 3 férfi)
- Liechtenstein (LIE) (8 – 8 férfi)
- Magyarország (HUN) (2 – 1 férfi, 1 nő)
- Nagy-Britannia (GBR) (41 – 31 férfi, 10 nő)
- Egyesült Német Csapat (EUA) (63 – 52 férfi, 11 nő)[1]
- Norvégia (NOR) (45 – 37 férfi, 8 nő)
- Olaszország (ITA) (65 – 53 férfi, 12 nő)
- Románia (ROU) (19 – 13 férfi, 6 nő)
- Spanyolország (ESP) (9 – 9 férfi)
- Svájc (SUI) (59 – 51 férfi, 8 nő)
- Svédország (SWE) (58 – 50 férfi, 8 nő)
- Szovjetunió (URS) (53 – 47 férfi, 6 nő)
- Törökország (TUR) (4 – 4 férfi)

## Éremtáblázat
| Az 1956. évi téli olimpiai játékok éremtáblázatának első 10 helyezettje | Az 1956. évi téli olimpiai játékok éremtáblázatának első 10 helyezettje | Az 1956. évi téli olimpiai játékok éremtáblázatának első 10 helyezettje | Az 1956. évi téli olimpiai játékok éremtáblázatának első 10 helyezettje | Az 1956. évi téli olimpiai játékok éremtáblázatának első 10 helyezettje | Olimpia  |
| ----------------------------------------------------------------------- | ----------------------------------------------------------------------- | ----------------------------------------------------------------------- | ----------------------------------------------------------------------- | ----------------------------------------------------------------------- | -------- |
|                                                                         | Ország                                                                  | Arany                                                                   | Ezüst                                                                   | Bronz                                                                   | Összesen |
| 1.                                                                      | Szovjetunió (URS)                                                       | 7                                                                       | 3                                                                       | 6                                                                       | 16       |
| 2.                                                                      | Ausztria (AUT)                                                          | 4                                                                       | 3                                                                       | 4                                                                       | 11       |
| 3.                                                                      | Finnország (FIN)                                                        | 3                                                                       | 3                                                                       | 1                                                                       | 7        |
| 4.                                                                      | Svájc (SUI)                                                             | 3                                                                       | 2                                                                       | 1                                                                       | 6        |
| 5.                                                                      | Svédország (SWE)                                                        | 2                                                                       | 4                                                                       | 4                                                                       | 10       |
| 6.                                                                      | Egyesült Államok (USA)                                                  | 2                                                                       | 3                                                                       | 2                                                                       | 7        |
| 7.                                                                      | Norvégia (NOR)                                                          | 2                                                                       | 1                                                                       | 1                                                                       | 4        |
| 8.                                                                      | Olaszország (ITA)                                                       | 1                                                                       | 2                                                                       | 0                                                                       | 3        |
| 9.                                                                      | Egyesült Német Csapat (EUA)                                             | 1                                                                       | 0                                                                       | 1                                                                       | 2        |
|                                                                         |                                                                         |                                                                         |                                                                         |                                                                         |          |
| 10.                                                                     | Kanada (CAN)                                                            | 0                                                                       | 1                                                                       | 2                                                                       | 3        |